# Abtei Mettlach

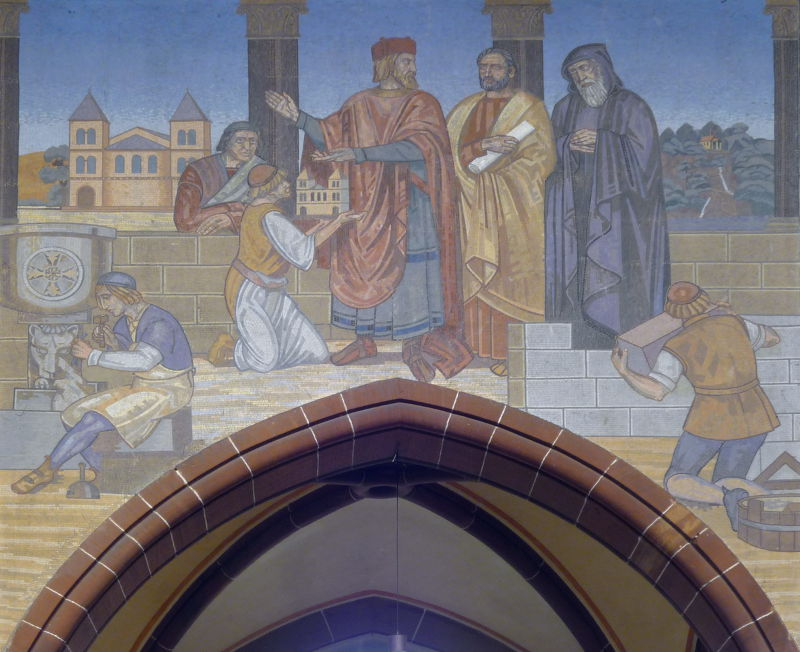
Die Gründung der Abtei Mettlach durch Lutwinus, Mosaik in der Lutwinuskirche

Rosen-Wappen des Abtes Heinrich I. (Henri) Lejeune, der von 1734 bis 1751 amtierte; seit 1976 auch das Wappen der Gemeinde Mettlach

Die Abtei Sankt Peter und Maria in Mettlach, in der älteren Literatur auch bekannt als Abtei Metloc, war ein gegen Ende des 7. Jahrhunderts gegründetes Benediktinerkloster. Die während der Französischen Revolution aufgegebenen Klostergebäude beherbergen heute die Hauptverwaltung der Firma Villeroy & Boch.

## Geschichte

### Mittelalter

#### Gründung

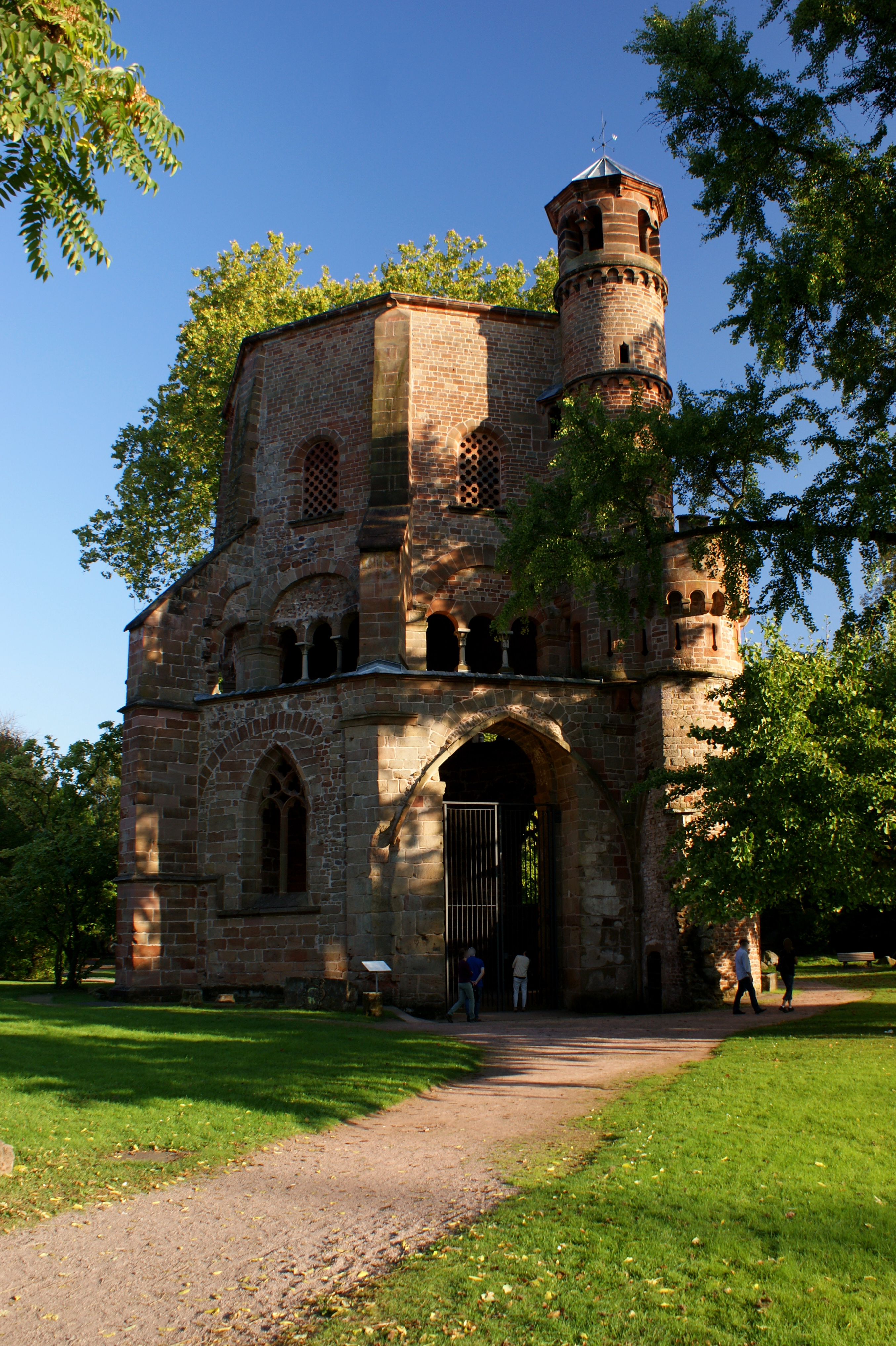
Alter Turm, Rest der ehemaligen Klosterkirche St. Petrus und Maria

Um 676 gründete der fränkisch-austrasische Adlige Liutwin/Lutwinus die Abtei Sankt Peter und Maria auf einer hochwasserfreien Niederterrasse der Saar (ca. 164 m über Normalhöhennull) am heutigen Ort Mettlach und trat selbst in das Kloster ein, das der Benediktinerregel unterstellt war. Die legendarische Überlieferung aus dem 11. Jahrhundert erzählt, dass sich Liutwin/Lutwinus in Begleitung eines Dieners auf der Jagd befunden habe. Auf einem Felsen hoch über der Saar sei er bei glühender Mittagshitze ermattet eingeschlafen. Dabei soll ein Adler mit weit ausgespannten Schwingen über Lutwinus in der Luft geschwebt und ihm so Schatten vor der sengenden Sonne gespendet haben. Als Lutwinus erwachte, sei der Adler davongeflogen. Der Diener, der dies beobachtet hatte, erzählte dies seinem Herrn. Lutwinus habe die Begebenheit als himmlisches Zeichen gedeutet, das Kloster, das er schon länger zu gründen vorhatte, nun hier an der Saar zu bauen. An der Stelle des legendarischen Wunders wurden später nacheinander mehrere Kapellen errichtet. Die aktuelle neoromanische Mettlacher Lutwinuskapelle stammt aus dem Jahr 1892.
Der Ort der Klostergründung zeichnete sich durch eine geschützte Tallage aus, bei der die steilen Berghänge den Nord- und Ostwind abhalten. Die Hochflächen sind für die Landwirtschaft gut geeignet und die mittelalterliche Metropole Trier lag nur eine Tagesreise weit entfernt.

#### Personalunion mit dem Erzbistum Trier
Als Liutwin später Bischof von Trier (697–715) wurde (zudem auch Reims (717) und Laon), ergab es sich über mehrere Jahrhunderte hinweg, bis ins 10. Jahrhundert hinein, dass der Trierer Bischofsstuhl und die Leitung der Abtei in Personalunion besetzt wurden. Während der Erzbischof von Trier offiziell als Abt der Abtei von Mettlach amtierte, wurde das Kloster vor Ort von einem Propst geleitet.
Von dem noch Ende des 7. Jahrhunderts gegründeten Klostergebäude ist nichts mehr, von den verschiedenen Kirchen nur noch der Alte Turm erhalten, der etwa 300 Jahre nach der Klostergründung als Doppelkapelle errichtet und in der Folgezeit mehrfach umgebaut wurde. Im Alten Turm wurde nach seiner Erbauung im 10. Jahrhundert der Leichnam des Klostergründers Liutwin/Lutwinus beigesetzt. Erhalten hat sich in umgestalteter Form die Gartenfläche des Klosters mit ihrem künstlich angelegten, vom Moselbach gespeisten Fischweiher, dem Langweiher.
Nach Liutwins Tod übernahm dessen Sohn Milo die Leitung der Bistümer Reims und Trier. Wie sein Vater stand Milo treu zu der Dynastie der Karolinger, zu der verwandtschaftliche Beziehungen bestanden. Vermutlich war Milos Schwester Chrodtrud die Großmutter Karls des Großen. Milo entsprach allerdings weniger den Vorstellungen der angelsächsischen Missionare von der Lebens- und Amtsführung eines Bischofs. Milo stattete seine Söhne mit Reimser Kirchengut aus. Bonifatius tadelte mehrfach Milos Amtsführung. Dennoch konnte sich Milo sowohl unter Karl Martell, als auch unter dessen Söhnen Karlmann und Pippin dem Jüngeren auf der Trierer Bischofskathedra halten. Milo starb bezeichnenderweise bei einem Jagdunfall im Meulenwald bei Trier-Ehrang um das Jahr 760.
Vermutlich aufgrund der engen Verbindung Karl Martells zur Familie Liutwins geriet die Abtei Mettlach in die Gütererwerbsbestrebungen der karolingischen Dynastie zu Lasten der Kirche. Um jederzeit einsatzbereite Berufskrieger zur Bewältigung innen- und außenpolitischer Probleme zur Verfügung zu haben, stattete Karl Martell diese mit Kirchengut aus. Zu diesem Kirchengut gehörte auch die Abtei Mettlach. Erst nachdem sich die karolingische Dynastie im Frankenreich konsolidiert hatte, wurde die Abtei Mettlach von Karl dem Großen wieder an das Bistum Trier zurückgegeben.

#### Klosterort Mettlach
Der Klosterort Mettlach war klein und beherbergte die Dienstleute des Klosters. Lediglich drei kleine Bebauungskerne an der Fähranlegestelle der Saar, am Weg nach Britten in der heutigen Heinertstraße sowie an der heutigen Bahnhofstraße und der Saaruferstraße bilden die Keimzelle der heutigen Ortsbebauung Mettlachs. Bis zur Industrialisierung Mettlachs durch die Keramikindustrie änderte sich diese Situation kaum. Um das Jahr 1800 hatte Mettlach zusammen mit dem Dorf Keuchingen auf der gegenüberliegenden Saarseite nur etwa 350 Einwohner. Keuchingen selbst bestand bis ins 19. Jahrhundert aus zwei Siedlungskernen, den Häusern am Saarufer, wo Fischer, Flößer und Fährmänner mit ihren Familien wohnten, und der bäuerlichen Siedlung am Kobersberg. Der Mettlacher Dorffriedhof befand sich wie heute am steilen Hang südlich des Klosters.
Bereits in den Jahren 757/768 brachte Lantbert, wohl ein Verwandter Liutwins und Stammvater der Widonen, das Kloster Mettlach in seinen Besitz. Vermutlich im Jahr 782 wies dann König Karl der Große die daraus abgeleiteten Ansprüche von Lantberts Söhnen, darunter Guido von Nantes, auf Mettlach ab. Danach übten noch im 9. Jahrhundert die Karolinger königliche Rechte in Mettlach aus, vor allem Kaiser Lothar I., der zu Beginn seiner Herrschaft den späteren Grafen Wido I. von Spoleto, den Enkel Guidos von Nantes, in den Besitz des Klosters setzte. Nach dem Ende des karolingischen Herrscherhauses war die Abtei Mettlach dann ein Eigenkloster des Bistums.

#### Ende der Personalunion
Die Personalunion endete, als Bischof Ruotbert von Trier (931–956) dem Kloster die freie Abtwahl zugestand. Ruotbert war es auch, der eine bislang auf den Trierer Dom gerichtete Pfingstprozession aus dem Südosten der Diözese nach Mettlach umleitete und so die Tradition Mettlachs als Wallfahrtsort begründete.
Um das Jahr 990 baute Abt Lioffin (987–993) eine Marienkirche als Grabkirche des Gründers. Diese Kirche in Form eines Oktogons, nach dem Vorbild des Aachener Doms, ist heute als der Alte Turm bekannt und stellt das älteste erhaltene sakrale Bauwerk des Saarlandes dar. Der romanische Bau und eine in den 1220er Jahren erworbene Kreuzreliquie sind Zeugnisse der Bedeutung der Abtei im Mittelalter. Darüber hinaus sind es vor allem die aus Mettlach aus den Bereichen der Hagiographie und der Homiletik (Predigtlehre) stammenden Schriften, sowie der Briefwechsel mit Gerbert von Aurillac, dem späteren Papst Silvester II., die von Mettlachs Stellung in dieser Zeit zeugen.

#### Früher Besitz
Hinsichtlich der Erforschung des frühen Besitzes der Abtei Mettlach ergeben sich besonders aus der Tatsache Schwierigkeiten, dass die Leitung des Klosters und des Bistums in Personalunion verbunden waren. Da das Klostergut erst um die Mitte des 10. Jahrhunderts vom Bistumsgut getrennt worden war, können Verschiebungen der Besitzstruktur angenommen werden. Der Basisbesitz war vermutlich das Gebiet um Mettlach mit den später wüstgefallenen Siedlungen auf dem Bergrücken innerhalb der Saarschleife. Keuchingen wurde erst später vom Kloster erworben. Die Rechte des Klosters hinsichtlich der Orte Nohn, Büschdorf, Wehingen, Tünsdorf, Rech und Hilbringen lassen darauf schließen, dass Mettlach in diesem Gebiet ursprünglich über ein geschlossenes Territorium verfügte. Zur Liutwinschen Grundausstattung dürften auch die Grundherrschaft Wadern mit Kirche und Zehnten in zehn Dörfern sowie desgleichen in Losheim gerechnet werden. Roden kam erst gegen Ende des 10. Jahrhunderts durch eine Schenkung von Berta, der Witwe des Grafen Folmar von Metz, hinzu.

#### Beitritt zur Bursfelder Kongregation
Im Jahr 1468 trat die Abtei unter Abt Arnold de Clivis der Bursfelder Kongregation bei und verblieb in diesem Klosterverband formell bis zu dessen Auflösung im Jahr 1802.
Die Blütezeit der Abtei lag in den ersten vier Jahrhunderten ihres Bestehens. Dabei lassen sich zwei Hochphasen ausmachen: Zum einen die Zeit der Gründung und Förderung durch Liutwin und zum anderen die Zeit nach der Zubilligung der freien Abtswahl im 10. und 11. Jahrhundert.

### Neuzeit

#### Errichtung des barocken Abteigebäudes

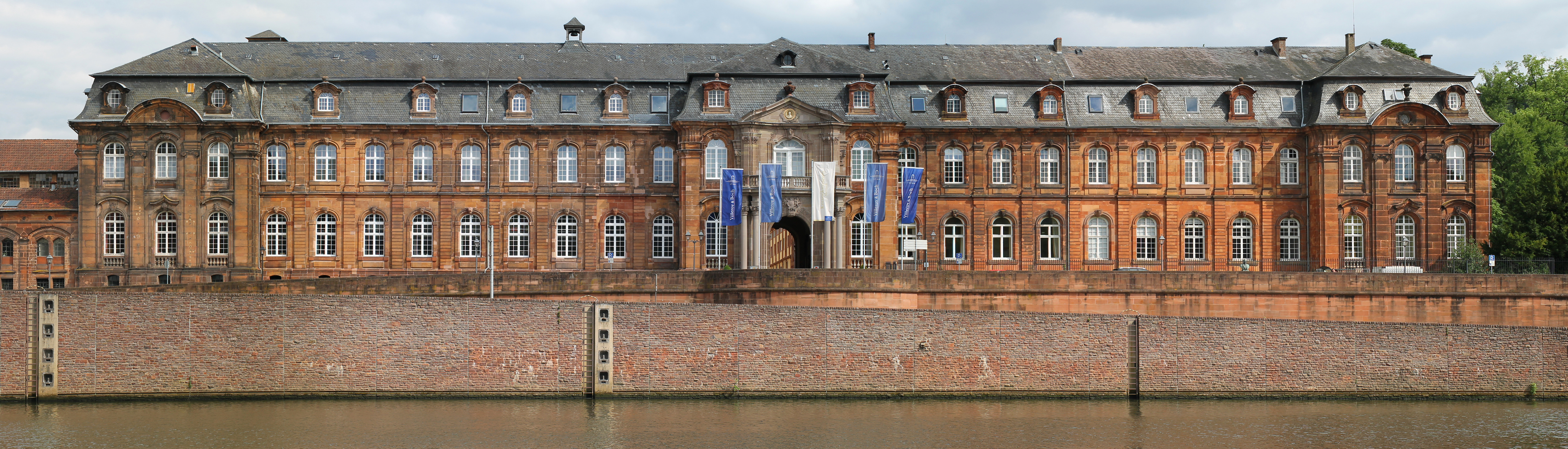
Mettlach, Barockes Abteigebäude

Im 18. Jahrhundert erfolgte die Errichtung der spätbarocken Abteigebäude durch den Baumeister der Abtei Wadgassen, den gebürtigen Ebernburger Johann Bernhard Trabucco (1685–1745), sowie den sächsischen Baumeister Christian Kretzschmar (* um 1700; † 1768). Nach Abbruch der mittelalterlichen Klausur, von der sich Fragmente erhalten haben, im Jahr 1728 unter Abt Ferdinand von Koeler († 1734) wurden die barocken Abteigebäude begonnen. An den Giebeln der Hofflügel befinden sich neben den entsprechenden Abtswappen die Jahreszahlen 1737 und 1771. Die maßgebliche Entwurfsleistung liegt bei Christian Kretschmar, bei dessen Tod im Jahr 1768 der Neubau noch nicht vollendet war. Der Bau der Abtei auf der Niederterrasse der Saar wurde nach dem Entwurf Kretzschmars weitergeführt, bis er im Jahr 1780 zum Erliegen kam.
Die weitgehend aus heimischem roten Buntsandstein errichtete Fassade ist 112 m lang. Die drei Risalite sind dreiachsig, ihre Rücklagen je neunachsig. Der Fassadenaufbau gliedert sich in zwei Geschosse, die mit gleichmäßigem Aufwand gestaltet wurden. Die monumentale Gliederung durch mächtige Pilaster, über die das kräftig profilierte Dachgesims hinweg verkröpft ist, beherrscht optisch das Saarufer. Die Eckrisalite sind durch Segmentgiebel und Lukarenen im Mansardenwalmdach betont. Fassadenprägend ist der in hellerem Sandstein errichtete Mittelrisalit gegliedert. Hier flankieren schräggestellte gekuppelte Säulen die weit vorgewölbte Portalachse mit ihrem reichen Balkon darüber. Hinter diesem Balkon schwingt in kräftiger Gegenbewegung die von gekuppelten Pilastern gerahmte Wand zurück. Dieses Motiv zieht sich im Dachgesims, dem Giebelfeld und dem gesprengten Gebälk weiter. In der Bewegtheit der Formen, der Fülle der Einfälle und dem Ornamentreichtum gehört dieser Mittelrisalit zu den bedeutenden Schöpfungen des deutschen Barock. Von den geplanten großen Höfen wurden nur der quadratische Kreuzgang teilweise ausgeführt. Von dem auf 102 m Tiefe und 50 m Breite angelegten Haupthof wurde nur die Hälfte errichtet.
Im Inneren sind in ursprünglicher Gestalt noch einige Räume erhalten: Das Refektorium im Erdgeschoss des Südflügels weist eine prachtvolle Stuckdecke auf schweren Konsolen auf. Der Abtssaal im Erdgeschoss des Nordflügels ist mit einem prunkvollen Sandsteinkamin ausgestattet. Der Saal ist darüber hinaus mit einem Wappen und einem zierlichen Gewölbeschlussstein mit drei Putten geschmückt. Beide Räume wurden nach dem schweren Brand des Jahres 1921 sowie nach schweren Beschädigungen im Zweiten Weltkrieg wiederhergestellt. Nach dem Brand von 1921 wurden auch einige der Fensterschlusssteine mit grotesken Masken ausgewechselt. Ihre Originale sind seitdem im Abteigarten aufgestellt. Geplant war im Zusammenhang mit dem Neubau der Abtei durch den sächsischen Baumeister Christian Kretzschmar, am Südende der Anlage, die Front ebenfalls zur Saar, eine neue Klosterkirche zu errichten, deren Chorhaupt der östliche Teil des „Alten Turmes“ geworden wäre. Der einschiffige und kreuzförmige Sakralbau hätte eine Länge von 57 m und eine Höhe von 15,50 m erreicht. In seiner Fassadengestaltung wäre er der Trierer Paulinuskirche gleichgekommen.

#### Aufhebung des Klosters und industrielle Nutzung

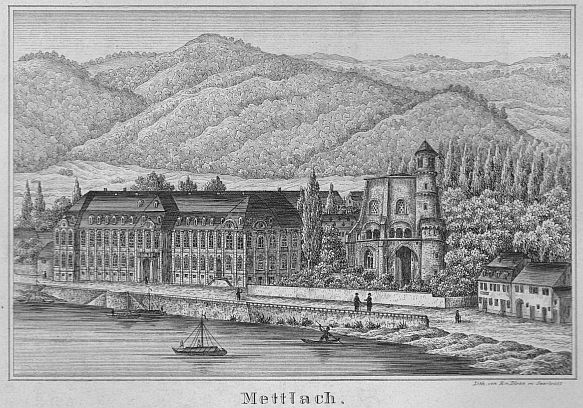
Lithografie der ehemaligen Abtei 1863, rechts der Alte Turm
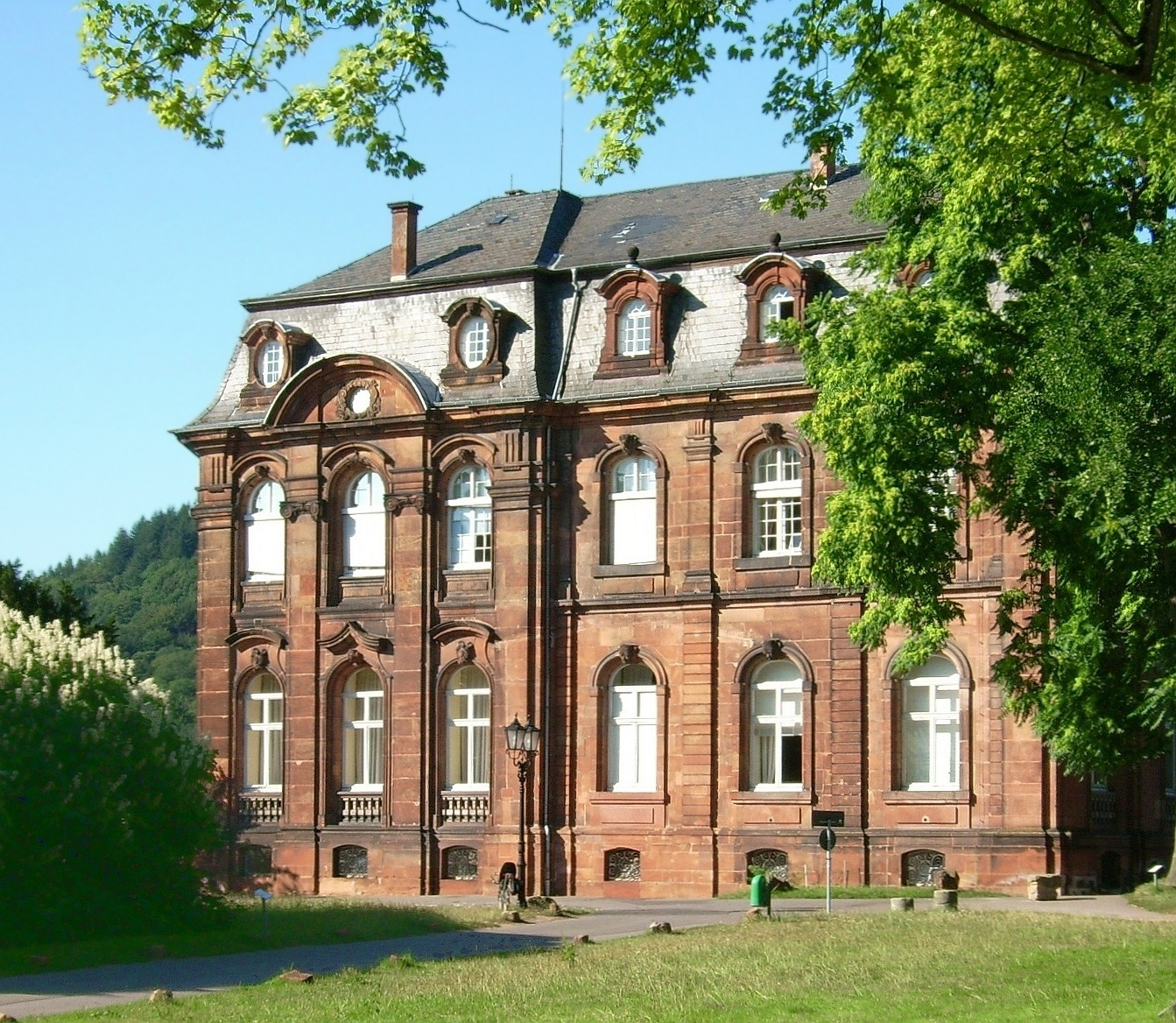
Ehemalige Abtei, heute Verwaltungsgebäude von Villeroy & Boch
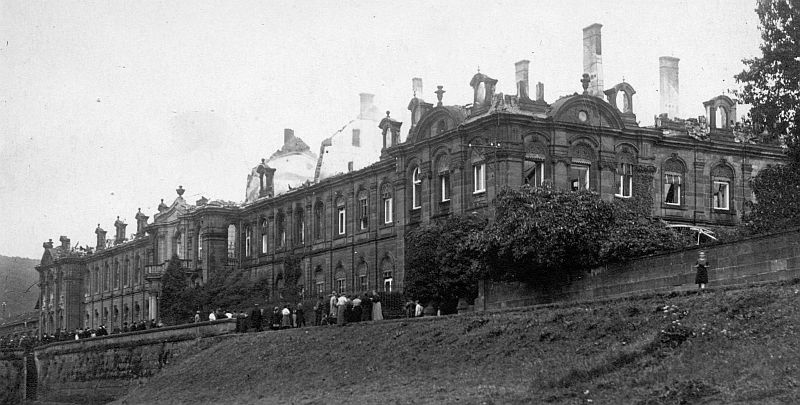
Alte Abtei nach dem Brand vom 13. August 1921
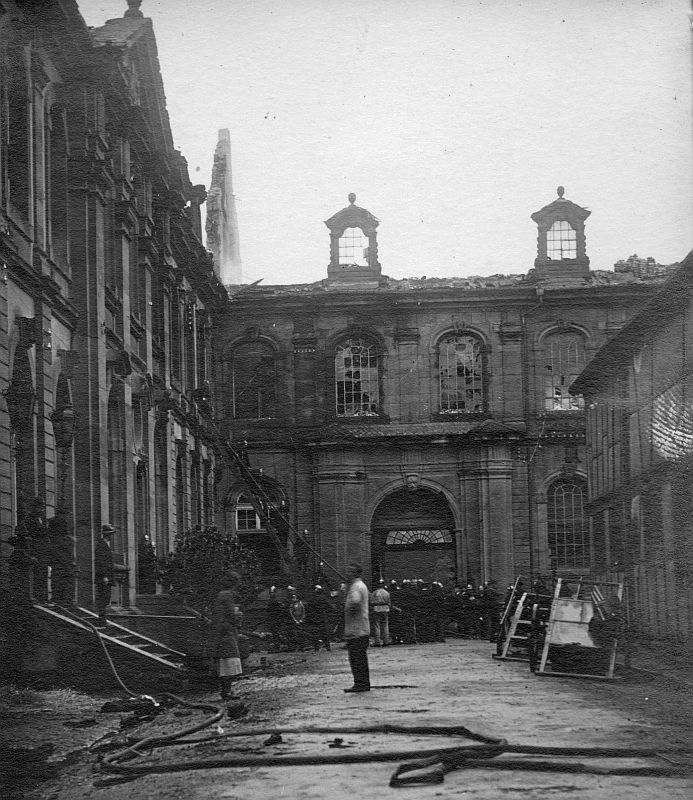
Innenhof der Alten Abtei nach dem Brand vom 13. August 1921

Die Französische Revolution, vor allem aber der Erste Koalitionskrieg ab 1792, bedeutete für das Kloster Mettlach das Ende. In den Jahren 1793/1794 flüchteten die Mönche. Im Jahr 1802 wurde das traditionsreiche Kloster schließlich aufgegeben. Die aus dem 18. Jahrhundert stammenden heutigen Abteigebäude wurden 1802 im Zuge der Säkularisation zu französischem Nationaleigentum erklärt. Danach wurde das gesamte Anwesen an den Papierfabrikanten Leistenschneider aus Trier verkauft.

#### Seit 1809 im Besitz Villeroy & Boch
Von diesem erwarb im Jahr 1809 Jean-François Boch, der zur dritten Generation der Bochs gehörte, das stark zerstörte Gebäude und setzte es wieder instand. Dabei ließ er es bereits teilweise zu einer Fabrik umbauen. Das Gebäude beherbergt bis heute den Hauptsitz der Firma Villeroy & Boch. Am 13. August 1921 wurden die Gebäude durch einen Großbrand schwer beschädigt und anschließend wieder restauriert.

## Besitztümer der Abtei
Nach den im 10. und 11. Jahrhundert verfassten Biographien des Mettlacher Klostergründers Lutwinus sicherte dieser seinem Kloster eine reiche wirtschaftliche Grundlage. Die Erststiftung soll 64.000 Morgen („mille mansos“) umfasst haben. Eine Mitte des 11. Jahrhunderts entstandene Güterrolle, die inhaltlich auf älteren Vorlagen fußt, benennt detailliert den Besitz der Abtei und besteht aus drei zusammengehefteten Pergamentblättern mit einer Gesamtlänge von fast drei Metern; ein viertes Blatt ist heute verloren. Im Laufe der Jahrhunderte kamen noch weitere Schenkungen hinzu. Der Besitz der Abtei Mettlach bestand aus Liegenschaften, Bauernhöfen, Kirchen und Patronatsrechten.
Zum Besitz des Klosters gehörten im Laufe seines Bestehens folgende Ortschaften oder die Abei hatte in folgenden Ortschaften Besitzrechte:
- Mettlach mit Keuchingen, Hockshaus, St. Gangolf, Stalle, Berge, Besseringen, Ponten/Nierdorf, Dreisbach, Saarhölzbach, Laudeinswald, Weiten
- Faha, Obertünsdorf/Kirchdorf, Untertünsdorf, Wehingen, Bundendele (Bethingen?), Nohn, Scheuerhof
- Eft, Hellendorf, Büschdorf, Keßlingen, Sinz, Berg bei Nennig, Beuren, Bilzingen
- Wellingen, Büdingen, Weiler, Schwemlingen, Federfels, Rech, Hilbringen, Waldwies, Biringen, Hemmersdorf, Ihn
- Roden (seit 995), Dillingen (seit 1262), Verkauf der Orte im Jahr 1591 an den Wallerfanger Rentmeister Lautwein Bockenheimer
- Merzig, Merchingen, Bietzen
- Reimsbach, Oppen, Geisweilerhof, Hargarten, Erbringen, Haustadt, Düppenweiler
- Losheim, Niederlosheim, Rimlingen, Bergen, Scheiden, Waldhölzbach, Zwalbach, Rappweiler, Mitlosheim, Bachem, Britten, Thailen
- Wadern, Noswendel, Roth, Gehweiler, Oberlöstern, Niederlöstern, Bardenbach, Ludenbach
- Göttschied, Hintertiefenbach, Regulshausen, Gerach, Hoewiller, Ritzenberch,
- Zell an der Mosel, Kaimt, Merl, Pünderich, Burg, Lötzbeuren
- Piesport, Müstert, Krames, Rivenich, Salmrohr, Niederemmel, Wintrich, Riol
- Johanneshof in Trier, Mötsch, Alsdorf bei Bitburg, Olk
- Wiltingen, Niedermennig
- Udern/Oudrenne, Lemmersdorf, Breisdorf, Dodenhofen, Kleinhettingen, Montenach, Hüntingen, Frechingen, Bidlingen, Kirsch
- Valmünster bei Busendorf, Wilvingen, Remelfangen, Hollingen, Bickingen, Bettingen/Bettange, Eblingen/Eblange, Diedingen/Diding
- Amélécourt, Château-Salins, Coutures, Vic-sur-Seille
- Tincry, Prévocourt mit Ménil
- Vahl, Bensdorf/Bénestroff, Marimont
- Damvillers, Etraye, Ornes, Xivry-Circourt, Reiningen bei Metzerwies, Geldingen/Guélange

Über folgende Kirchen und Kapellen verfügte die Abtei Mettlach: Losheim, Bergen, Wadern, St. Gangolf, Mettlach (St. Dionysius), Diefflen (St. Wendelin), Reimsbach, Udern, Coutures, Amélécourt, Vahl, Valmünster, Reiningen, Damvillers.
An Meierhöfen („Villae“) besaß die Abtei: Losheim, Bergen, Wadern, St. Gangolf, Roden, Besseringen, Keuchingen, Mettlach, Müstert, Piesport, Niedermennig, Wiltingen, Merzig, Hilbringen, Biringen, Reimsbach, Untertünsdorf/Neirdorf, Obertünsdorf/Oirdorf, Wehingen, Büschdorf, Federfels-Schwemlingen, Coutures, Tincry, Vimers (Vic-sur-Seille?), Amélécourt, Vahl, Bidlingen bei Hackenberg, Lemmersdorf.
Höfe besaß die Abtei Mettlach an folgenden Orten: Burg, Zell, Pünderich, Merl, Sintzich, Wellingen, Eft, Rech.

## Kirchen der Abtei

### Dionysiuskirche
Vor dem Bau des Klosters errichtete Lutwinus im 8. Jahrhundert die Dionysius-Kirche. Sie war dem heiligen Dionysius von Paris geweiht und stand vermutlich dort, wo sich heute das Portal der Alten Abtei erhebt. Die Kirche, die im Jahr 1664 zuletzt urkundlich erwähnt worden war, fungierte bis zur ersten Jahrtausendwende als Zentrum der Lutwinus-Wallfahrt. Diese Kirche wurde 1664 einer Restaurierung des Dachstuhles unterzogen, wobei auch ein neuer Altar aufgestellt wurde. Anlässlich des barocken Neubaues der Mettlacher Abtei kam es im Jahr 1722 zum Abriss der Kirche.

### Johanneskirche
Im 12. Jahrhundert wurde eine Kirche mit dem Patrozinium des heiligen Johannes des Täufers außerhalb des Klosterbereiches im südlichen Berghang („G´hansoht“) als Pfarrkirche „St. Johannes bei Mettlach“ erbaut. Die Dionysius-Kirche in Mettlach wurde zur Kapelle umgewidmet. Aufgrund von Baufälligkeit wurde die Johanneskirche in den Jahren 1769/1770 abgerissen.

### Alter Turm (Lutwinuskirche I)
Abt Lioffin (bis 993) errichtete das heute noch bestehende Oktogon rechts neben dem heutigen ehemaligen Abteigebäude als Marienkirche. Sie beherbergte die Grablege des heiligen Lutwinus und übernahm Ende des 11. Jahrhunderts auch sein Patrozinium. Der sogenannte „Alte Turm“ mit seinem gotischen Vorbau diente der Gemeinde Mettlach in den Jahren 1770 bis 1794 als Pfarrkirche.

### Abteikirche St. Peter

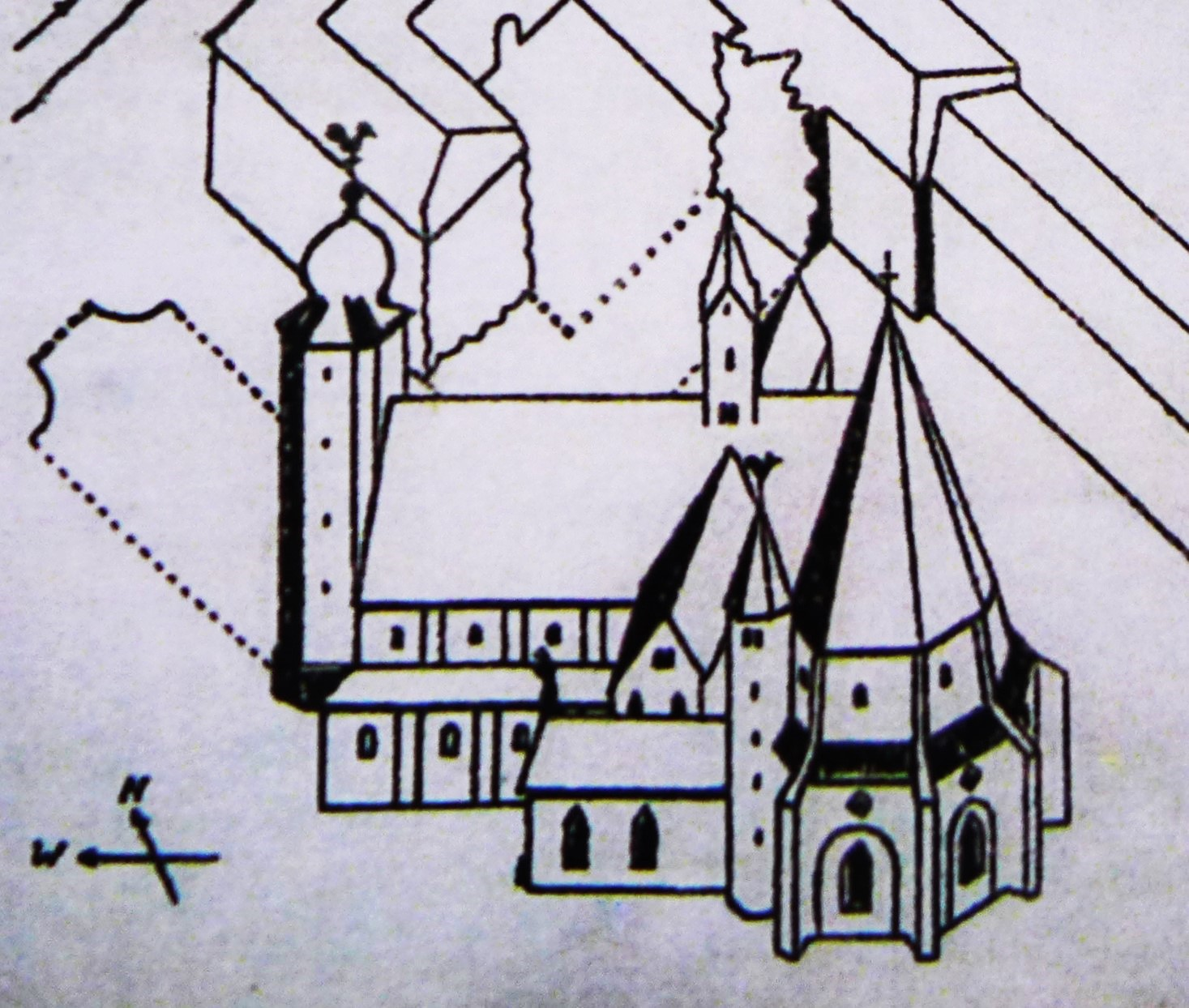
Abtei Mettlach, Rekonstruktion des möglichen Aussehens der Abteikirche mit dem Alten Turm im 18. Jahrhundert nach der Grundrisszeichnung von Johann Christian Lager (1875); Die punktierten Linien vor dem Kirchturm zeigen den Grundriss der projektierten Barockkirche

Das ursprünglich nur dem heiligen Petrus geweihte dreischiffige, romanische Gotteshaus aus dem 10. Jahrhundert musste Anfang des Jahres 1790 auf Anweisung von Trier die Pfarrgemeinde der abgerissenen Johanneskirche aufnehmen. Ihr wurde der Dionysiusaltar des Alten Turmes zugewiesen. Nach dem Abriss der Abteikirche durch die Besitzer der neugegründeten Mettlacher Keramikfabrik im Jahre 1819 wurde das Refektorium der ehemaligen Abtei zum Gottesdienstraum der Pfarrgemeinde umgewidmet. Mit der Genehmigung zum Abbruch der Peterskirche war aber vertraglich der Bau einer neuen Pfarrkirche festgelegt worden.

## Kirchen nach der Aufhebung der Abtei

### Lutwinuskirche II

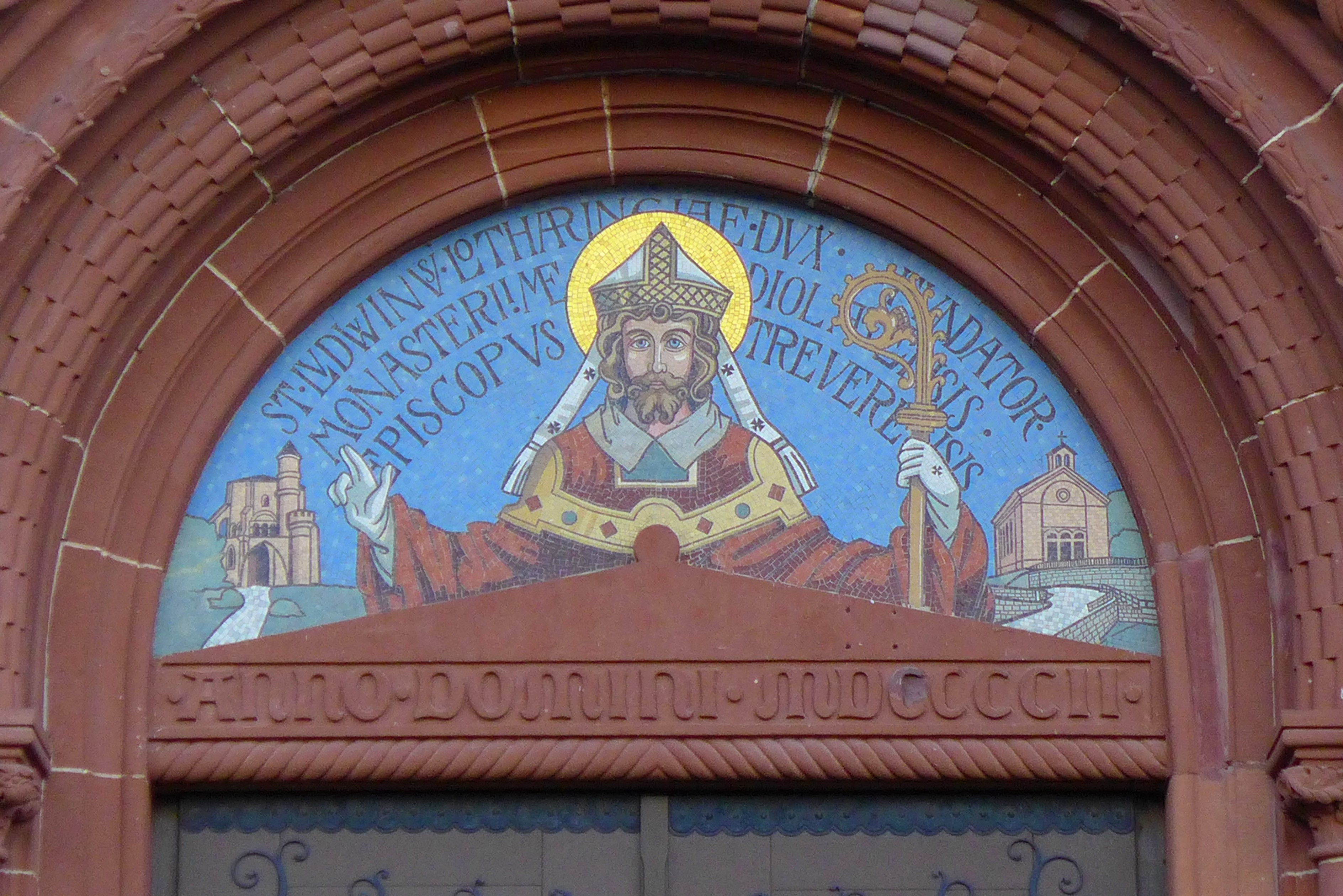
Mosaikdarstellung der Cohausen-Kirche (rechts) im Bogenfeld der neoromanischen Lutwinuskirche

Johann Franz Boch-Buschmann (Jean-François Boch) erteilte dem im Jahr 1840 als Baumeister in seine Dienste getretenen Karl August von Cohausen (1812–1894) den Auftrag für die Errichtung der versprochenen Kirche. Nach dessen Plänen konnte am 24. September 1842 im Gewann „Hirtengarten“ am unteren Hang des Mettlacher Gorichkopfes der Grundstein zum Bau eines hohen Rechtecksaales in Formen des Rundbogenstils gelegt werden. Die Weihe der Kirche erfolgte am 13. Mai 1847, dem Himmelfahrtstag, durch den Trierer Bischof Wilhelm Arnoldi. Die Mettlacher Kirche war damals Filialgemeinde der Kirche von St. Gangolf. Erst am 19. September 1851 erhob Bischof Arnoldi Mettlach, nachdem der Ort 1803 der Pfarrei St. Gangolf zugeordnet worden war und zwischenzeitlich von 1818 bis 1821 zur Pfarrei Saarhölzbach gehört hatte, erneut zu einer selbständigen Pfarrei III. Klasse. Im Jahr 1855 erhielt Mettlach erstmals wieder einen Pfarrer. Im Folgejahr wurde mit dem Bau des Pfarrhauses im Gewann Hirtengarten begonnen. Es war am Heiligabend des Jahres 1858 bezugsfähig.
Das Langhaus der Cohausen-Kirche besaß vier Fensterachsen und einen kleinen Glockenträger über der Fassade. Ein romanisierender Rundbogenfries und der dreitorig angelegte Eingangsbereich greifen bereits neoromanische Formen des frühen Historismus auf.

### Lutwinuskirche III

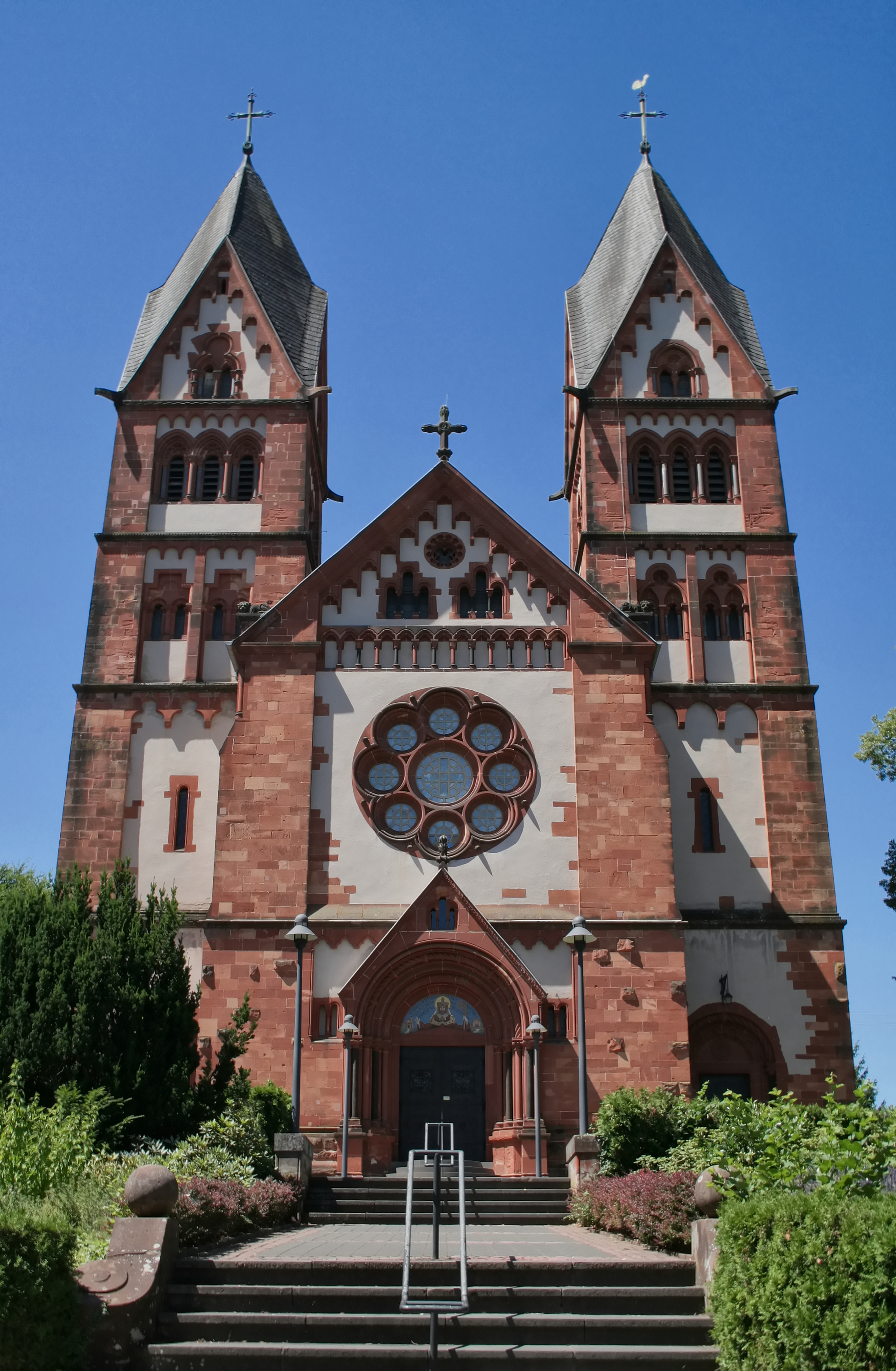
Die neoromanische Pfarr- und Wallfahrtskirche St. Lutwinus in Mettlach

Aufgrund des Bevölkerungswachstums in der zweiten Hälfte des 19. Jahrhunderts wurde das Gotteshaus im Hirtengarten gegen Ende des Jahrhunderts zu klein, so dass 1897 (nach Überlegungen, ob eine Erweiterung oder ein Neubau der Kirche erfolgen sollte) beschlossen wurde, einen Neubau im Pfarrgarten hinter der bestehenden Kirche zu realisieren. Um die für das Bauvorhaben erforderlichen Finanzmittel zu sammeln, wurde ein Kirchbauverein gegründet. Bereits seit Herbst 1888 war der Mainzer Architekt und Dombaumeister Ludwig Becker bei den Überlegungen (Erweiterung oder Neubau) konsultiert worden. Schließlich wurde Becker 1897 mit der Durchführung eines Neubaues mit einem fünfjochigen Langhaus auf Basis von Plänen aus dem Jahr 1892 beauftragt. Am 12. April 1899 wurde aufgrund des in den 1890er Jahren erneuten starken Bevölkerungswachstums beschlossen, den Bau um ein Joch zu vergrößern. Trotz fehlender Baugenehmigung von Seiten der Königlich-preußischen Regierung in Trier erfolgte am 23. Juli 1899 die feierliche Grundsteinlegung. Die Bauarbeiten begannen Anfang des Jahres 1900, wobei die Bauausführung in den Händen der Steingutfabrik Villeroy & Boch (Mettlach) lag. Die örtliche Bauleitung übernahmen der Architekt Georg Bernhard Merckel (Darmstadt) und der Ingenieur Franz Konrad Zechmeister. Die neue Kirche wurde auf dem Gelände des ehemaligen Pfarrgartens und teilweise auf dem Platz der alten Cohausen-Kirche errichtet. Deshalb musste man den Neubau in zwei Bauperioden einteilen. Nachdem man den Chorbereich der Cohausen-Kirche im Jahr 1899 abgerissen hatte, errichtete man den Chorbereich der neuen Kirche zusammen mit den vier anschließenden Jochen des Langhauses. Als dieser Teil des Neubaues für den Gottesdienst benutzbar war, brach man die Cohausen-Kirche vollends ab und errichtete im Jahr 1901 das fünfte Langhausjoch und die Turmfassade. Das Baumaterial stammt aus den Mettlacher Sandsteinbrüchen von der Südseite des Berghanges. Die Mauerflächen verputzte man mit hellem Kalkmörtel. Am 15. Mai 1905 wurde das fertiggestellte Gotteshaus durch den Trierer Bischof Michael Felix Korum konsekriert.

## Wallfahrt

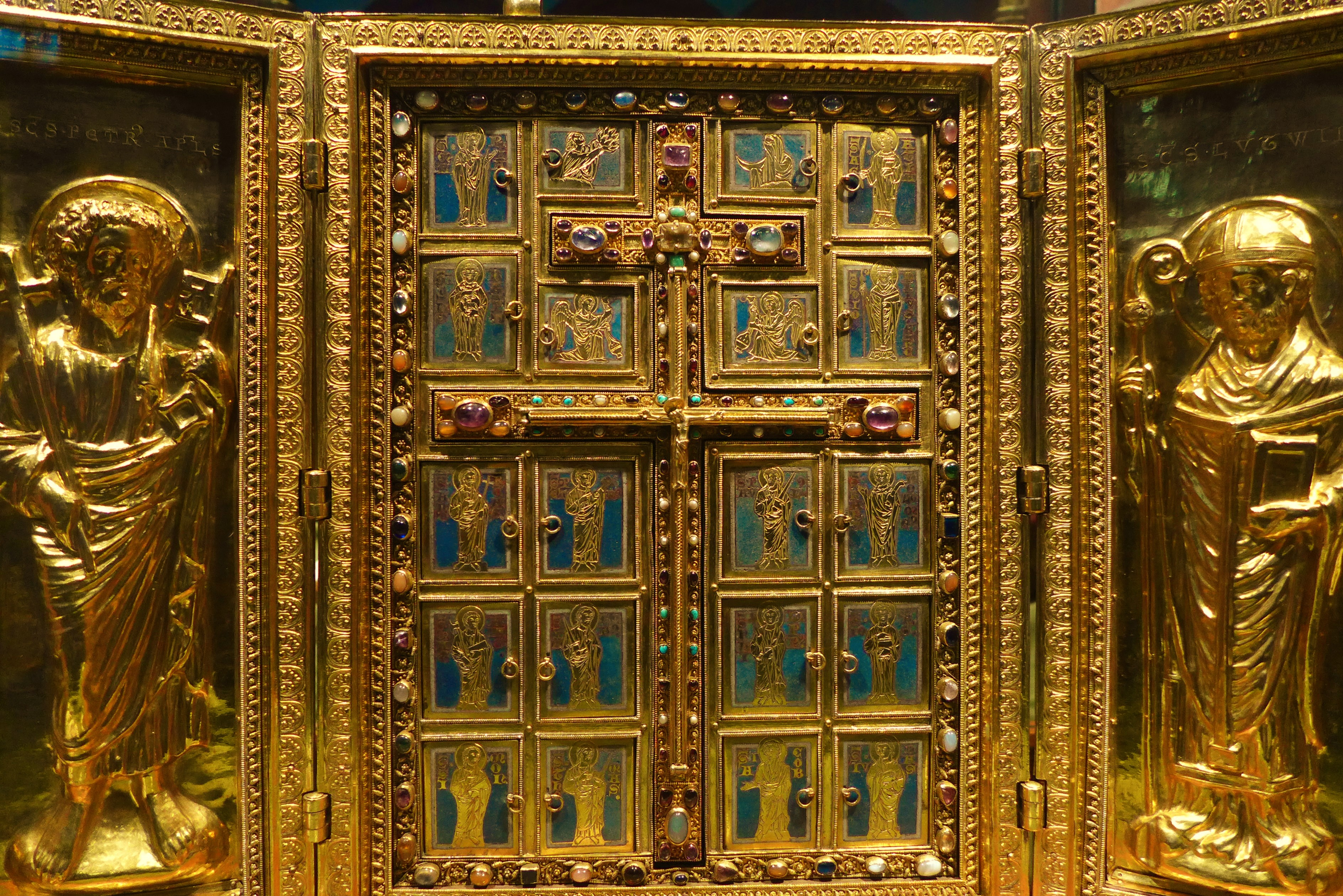
Die Mettlacher Staurothek aus dem 13. Jahrhundert

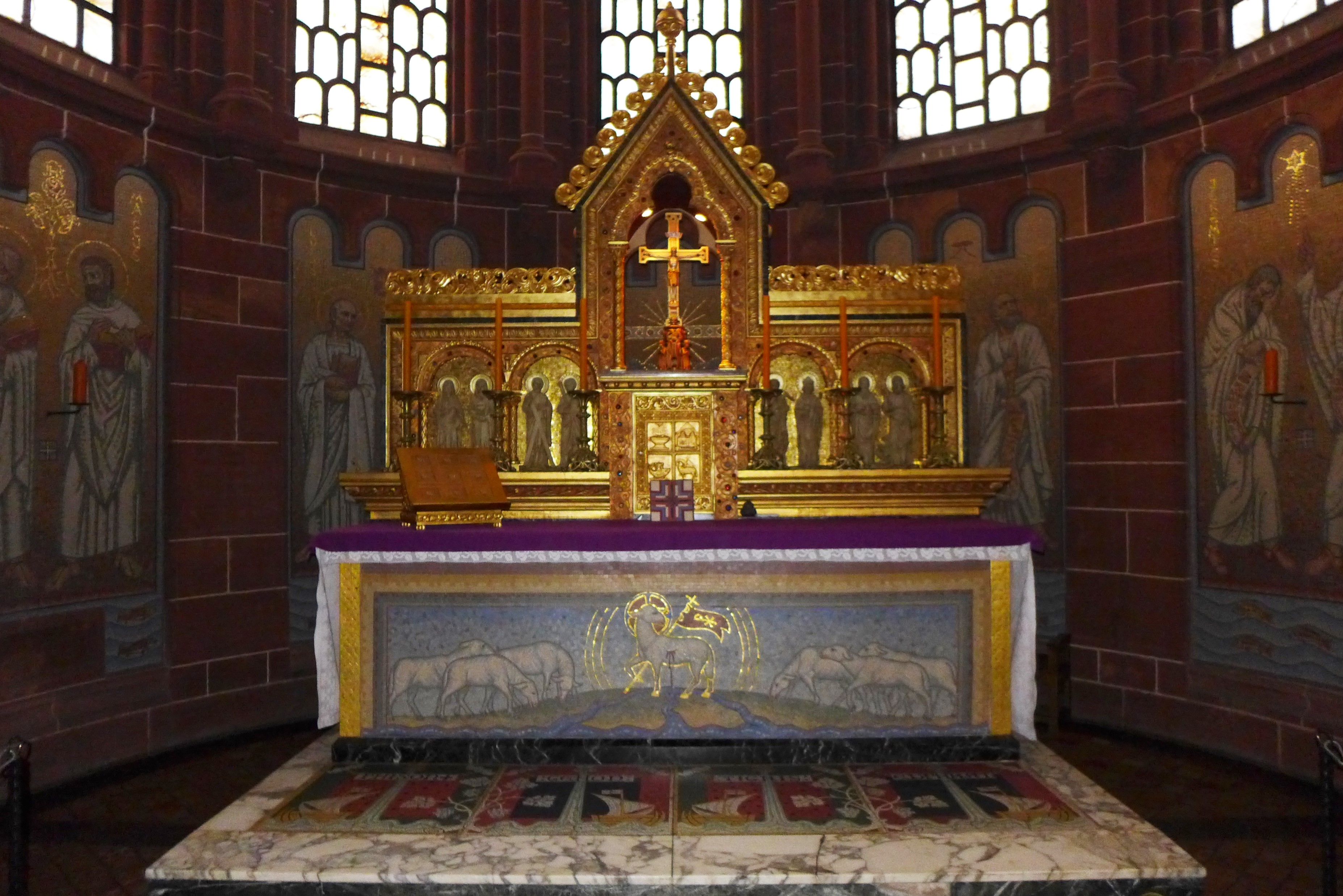
Hochaltar der neoromanischen Kirche; In der Rückseite ist der Lutwinusschrein eingelassen

Die im Mittelalter durch bischöfliche Anordnung eingeführten Pflichtwallfahrten der Bewohner des näheren und weiteren Umkreises zum Grab des heiligen Lutwinus sind urkundlich seit der Zeit der Ernennung des Abtes Ruotwich (ca. 940–977) am Kirchweihtag der Mettlacher Dionysiuskirche (9. Oktober) bezeugt. Später wurde der Weihetag der Abteikirche (12. Mai, „Halbmaitag“), letztendlich der Sonntag nach Christi Himmelfahrt („Hellemädach“, d. h. „heller“ bzw. „lauter“ Maitag wegen des dazugehörigen Wallfahrts- und Markttreibens) zum Wallfahrtstag. Nach einem ersten Niedergang der Wallfahrt verpflichtete Erzbischof Albero von Montreuil (1131–1152) 75 namentlich genannte Pfarreien, wie zu Zeiten seines Vorgängers Ruotbert von Trier nach Mettlach zu wallfahren.
Im Jahre 1468 schloss sich die Abtei der Bursfelder Reformbewegung an. Abt Thilmann von Prüm (1479–1504) förderte die Mettlacher Wallfahrt in besonderem Maße. In seine Amtszeit fällt die Stiftung der jüngst wiederaufgefundenen Wallfahrtsfigur, die seit dem Jahr 2003 in der jetzigen Pfarrkirche steht, sowie die Anfertigung der Arm-Reliquiare des heiligen Dionysius und des heiligen Lutwinus, die heute im Hochaltar aufbewahrt werden.
Mit dem Untergang des Mettlacher Klosters in der Französischen Revolution brach die Pflichtwallfahrt der saarländischen Dörfer zusammen. Der heilige Lutwinus zog aber weiter die Pilger nach Mettlach, obwohl im Jahre 1830 Bischof Joseph von Hommer wegen angeblicher Missbräuche die Wallfahrten verbot. Zur Zeit des Mettlacher Pfarrers Lenarz (1855–1863) wird von 4000 bis 5000 Pilgern am Wallfahrtstag berichtet. Im Jahre 1924 wandelte der Mettlacher Pfarrer, Prälat Roman Koll, der große Wiederbeleber der Mettlacher Lutwinus-Verehrung, die Sakramentsprozession am Kirmestag in eine Prozession mit dem Reliquienschrein des Kirchenpatrons um. Seit dem Jahr 2003 ist die Mettlacher Wallfahrt auf die Pfingstnovene zwischen Christi Himmelfahrt und Pfingsten ausgedehnt mit der Lutwinus-Prozession am Sonntag nach Christi Himmelfahrt als Höhepunkt.

## Liste der Äbte
Die Äbte mit einem „?“ vor dem Namen sind historisch nicht voll gesichert oder identisch mit ihrem Vorgänger. Eingeklammerte Namen können als Stellvertreter des Abtes gedeutet werden.
- Ruotwich (Ruzzo), um 940 bis nach 977
- (Hildebold), um 977/978
- Nithard (Nizo) I., um 980 bis um 986
- Hezzel, um 986 bis ?
- Lioffin, ? bis um 993 (resigniert)
- Hezzel (zum 2. Mal), nach 993 bis ?
- Remigius, um 995 bis um 1008
- Helderich, ? bis ?
- (Hilrad), vor 1015
- Helderich (zum 2. Mal), um 1016 (resigniert)
- (Berrard), um 1016
- Nithard (Nizo) II., ab ca. 1016/1017
- Folkold, ? bis ? vor 1046
- Reginard, ? um 1046 bis 1062 (†)
- Everhelm, nach 1062
- Nithard (Nizo) III., ? bis nach 1081
- Libo, 1095

Die Äbte Opertus und Gerard amtierten – laut des Nekrologes von Echternach – Ende des 11. Jahrhunderts oder in der 1. Hälfte des 12. Jahrhunderts.
- Adalbert, etwa 1102 bis 1127
- Gisilbert, um 1127 bis 1129
- Stephan, 1142
- Adelhelm, um 1153bis
- ? Adesselin (vielleicht identisch mit seinem Vorgänger?), 1167
- ? Ansfried, ? 1178
- Udo, 1185 bis 1195
- Sibold, 1196 bis um 1200
- Johannes I., 1220 bis 1228
- Albert, 1242/1249
- Albertinus (vielleicht identisch mit seinem Vorgänger?), 1249 bis 1253
- Robert, 1263
- Walter, 1275
- Eberhard, 1291
- Petrus I., 1292/1295
- Arnold I., 1306/1315
- Konrad, 1316/1325
- Ordulph, 1328
- Theoderich, 1330/1346
- Johannes II. von Berperg, 1351 bis 1375 (†)
- Johannes III., 1375/1379
- Bertram von Esch, 1380/1398
- Petrus II. von Bondorf, 1426 bis 1439 (†)
- Wilhelm von Helmstätt, 1440 bis 1465 (resigniert)
- Arnold II. de Clivis, 1465 bis 1479 (†)
- Thilmann von Prüm, 1479 bis 1504 (†)
- Egbert von Alsteden, 1504 bis 1518 (†)
- Franz von Udensirk, 1518 bis 1524
- Johannes IV. von Losheim, 1525 bis 1547
- Jakob I. von Alten-Eberstein, 1547 bis 1553 (†)
- Johannes V. Laudtwein von Wolffingen, 1553 bis 1566
- Johannes VI. von Greimrodt, 1572 bis 1580 (†)
- Gerhard von Sierck, 1580
- Bartholomäus Dort, 1580 bis 1584 (†)
- Michael Trevir, 1584 bis 1599 (†)
- Nikolaus Saarburg, 1600 bis 1616 (†)
- Johannes VII. Latomus, 1616 bis 1627 (†)
- Matthias I. Beuringer, 1627 bis 1629
- Johannes VIII. Limburg, 1633 bis 1338 (†)
- Jakob II. Berg, 1638 bis 1640 (†)
- Philipp Schwab, 1641 bis 1656 (†)
- Salentin Mehn, 1656 bis 1671
- Johannes IX. Breidt, 1671 bis 1678
- Matthias II. Jodoci, 1678 bis 1690 (†)
- Ferdinand von Koeler, 1691 bis 1734 (†)
- Heinrich I. Lejeune, 1734 bis 1751 (†)
- Joseph Meusnier, 1751 bis 1768 (†)
- Heinrich II. Kleiner, 1768 bis 1779 (resigniert)
- Nepomuk Gottbill, 1779 bis 1788 (†)
- Lutwin Tisquen, 1788 bis 1794 (†)